# Агуа (вулкан)
Агуа (ісп. Agua) — вулкан в Центральній Америці, в департаменті Сакатепекес, Гватемала.

## Географія
Агуа — стратовулкан, висота якого становить 3761 метр. Розташований неподалік від міста Антигуа-Гватемала навпроти вулканів Фуего і Акатенанго. Міститься на захід від озера Аматітлан. Форма вулкана симетрична. Схили Агуа лісисті. Складений андезит ми і базальтами. Вулкан покритий кратерами. На північному сході вулкана розташований 280-метровий кратер, 6 кратерів на північно-західному схилі вулкана і 2 — на південному схилі вулкана. Аналізуючи тефру вулкана з'ясовано, що останнє виверження відбувалося в сучасний період. Інша назва вулкана — Водяний вулкан. Ця назва пов'язана з виниклим руйнівним селем, який складався з води і вулканічних порід і стався 11 вересня 1541 року. Тоді водяний потік знищив першу столицю Гватемали Сьюдад-В'єха, загинуло близько 600 осіб. Згодом столиця була перенесена до Антигуа-Гватемала, яка була такою до 1773 року.

Свідок тих подій так описує момент: 

"Великий бурхливий потік води прийшов з вершини вулкана, який знаходився над містом, це було так несподівано, що [ми] не змогли запобігти загибелі та пошкодження … ті, хто бачив це були вражені. Він увійшов через будинок «аделантадо» Дон Педро Альварадо, і він забрав всі стіни і дах … "

Наразі вулкан більше небезпечний сходом селевих потоків і зсувами, ніж вулканічною активністю, на відміну від сусідніх вулканів.